# Gravotel
Der Gravotel ist ein kleiner Fluss in Frankreich, der im Département Loire-Atlantique in der Region Pays de la Loire verläuft. Er entspringt aus einem kleinen Stausee bei La Barbotière, im nördlichen Gemeindegebiet von Erbray und entwässert mit einer S-Kurve im Mittelteil generell Richtung Südsüdwest. Er wird im Oberlauf auch Ruisseau de la Touche, im Mittelteil auch Tertre genannt und mündet nach rund 17 Kilometern im Gemeindegebiet von Moisdon-la-Rivière als rechter Nebenfluss in den Don.

## Orte am Fluss
(Reihenfolge in Fließrichtung)
- La Barbotière, Gemeinde Erbray
- La Touche, Gemeinde Erbray
- La Morivière, Gemeinde Erbray
- Erbray
- Le Tertre, Gemeinde Moisdon-la-Rivière
- Moisdon-la-Rivière
- Gravotel, Gemeinde Moisdon-la-Rivière
- La Bothelière, Gemeinde Moisdon-la-Rivière